# Clypeaster isolatus
Clypeaster isolatus is een zee-egel uit de familie Clypeasteridae.
De wetenschappelijke naam van de soort werd in 1971 gepubliceerd door Serafy.